# Малое Ишуткино
Малое Ишуткино (чув. Ушӳткел) — село в Исаклинском районе Самарской области. Входит в состав сельского поселения Мордово-Ишуткино.

## География
Находится на расстоянии примерно 26 километров по прямой на юг-юго-восток от районного центра села Исаклы.

## История
Основано в 1767 году.

## Население
Постоянное население составляло 202 человека (чуваши 73%) в 2002 году, 217 в 2010 году. 